# Jatropha standleyi
Jatropha standleyi là một loài thực vật có hoa trong họ Đại kích. Loài này được Steyerm. mô tả khoa học đầu tiên năm 1940.